# Labulla machadoi
Espèce
Labulla machadoi est une espèce d'araignées aranéomorphes de la famille des Linyphiidae.

## Distribution
Cette espèce est endémique du Portugal. Elle se rencontre dans la région Nord.

## Description
Les mâles mesurent de 4,20 à 4,80 mm et les femelles de 3,36 à 5,60 mm.

## Étymologie
Cette espèce est nommée en l'honneur d'António de Barros Machado.

## Publication originale
- Hormiga & Scharff, 2005 : Monophyly and phylogenetic placement of the spider genus Labulla Simon, 1884 (Araneae, Linyphiidae) and description of the new genus Pecado. Zoological Journal of the Linnean Society, vol. vol. 143, p. 359-404 (texte intégral).